# 侏旱狼蛛
侏旱狼蛛（学名：Xerolycosa miniata）为狼蛛科旱狼蛛属的动物。分布于欧洲、俄罗斯以及中国大陆的新疆等地，常见于牧场、苜蓿地或农田。其生存的海拔范围为1400至500米。该物种的模式产地在欧洲。